# 自然码
自然码是一种汉字输入法编码方案。它是一种以音码为主、形码为辅的双拼加形类编码方案。自然码采用双拼方案，每种汉语拼音固定有两个字母表示，并引入汉字的偏旁部首发音的声母作为辅助编码，较好地解决了音码方案中的重码问题。
2009 年 3 月 26 日更新到 7.27 版本后，停止了更新。为了在继续使用时有更好的效果，有爱好者总结了在目前主流输入法中定制实现自然码的方法：
- 搜狗和 QQ 输入法[3]
- 微软必应输入法[4]
- 百度手机输入法[5]
- 中州韵输入法引擎
- Gboard

## 双拼方案
自然码方案中的前两码为双拼编码，该双拼方案键位图为：

### 无声母的特殊情况
为了维持两键一字的原则，在当一个字没有声母时，用以下几个规则：
1. 单字母韵母a，o，e重复按两次。如：a → aa，等。
2. 双字母韵母an，en，ou等不变，直接输入。
3. 三字母韵母ang，eng，重复第一个字母。如：ang → ah （双拼 h = ang）

### 辅助码
自然码是一种音+形的输入法，形码作为辅助码可以减少重码，减少用数字键选字的频率，对于提高输入速度有很大帮助。
具体的辅助码规则可以在自然码官网下载自然码手册 （页面存档备份，存于）查看